# NGC 6869
NGC 6869 é uma galáxia lenticular (S0) localizada na direcção da constelação de Draco. Possui uma declinação de +66° 13' 41" e uma ascensão recta de 20 horas, 00 minutos e 42,3 segundos.
A galáxia NGC 6869 foi descoberta em 26 de Agosto de 1884 por Lewis A. Swift.